# Білоруська залізниця

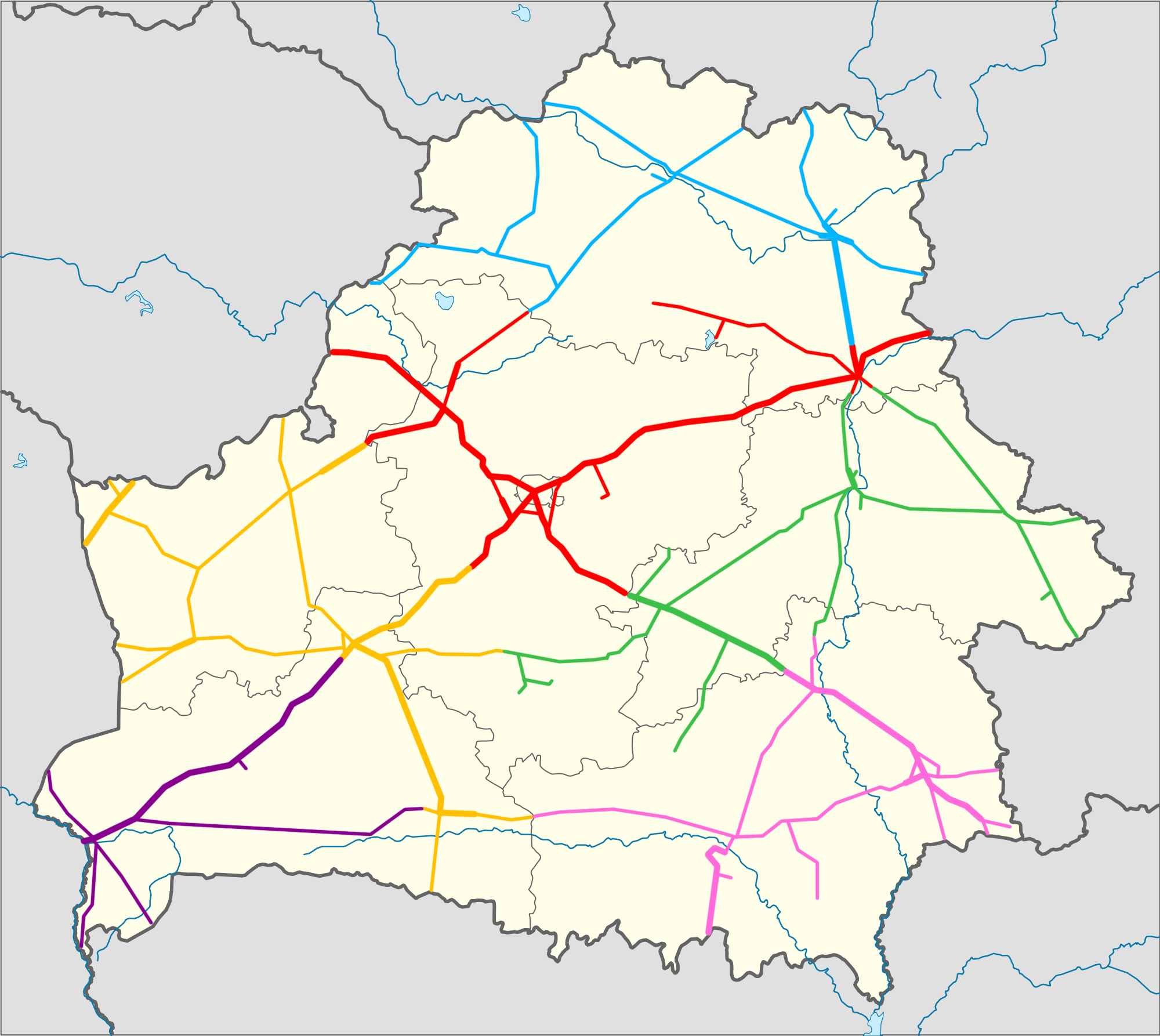
Схема Білоруської залізниці
Мінське відділення
Барановицьке відділення
Берестейське відділення
Вітебське відділення
Гомельське відділення
Могильовське відділення

Будівництво ділянок сучасної Білоруської залізниці

Білоруська залізниця (біл. Беларуская чыгунка) — державний оператор залізничних ліній Білорусі; державне білоруське об'єднання, підпорядковане Міністерству транспорту і комунікацій Республіки Білорусь, до складу якого включено 84 організації і 3 представництва.
27 листопада 1996 року нагороджена грамотою Кабінету Міністрів Республіки Білорусь.
Білоруська залізниця пов'язана із залізницями суміжних країн: Латвії (Латвійська залізниця), Литви (Литовські залізниці), Польщі (Польські державні залізниці), Росії (Російські залізниці) й України (Укрзалізниця).

## Відділення залізниці

### Мінське відділення Білоруської залізниці
| Основні станції Мінського відділення | Основні станції Мінського відділення | Основні станції Мінського відділення | Основні станції Мінського відділення                                              |
| Станція                              | Фото                                 | Рік заснування                       | Напрямок                                                                          |
| ------------------------------------ | ------------------------------------ | ------------------------------------ | --------------------------------------------------------------------------------- |
| Мінськ-Пасажирський                  |                                      | 1871                                 | Орша-Центральна, Молодечно, Барановичі-Поліські, Барановичі-Центральні, Осиповичі |
| Орша-Центральна                      |                                      | 1871                                 | Вітебськ, Мінськ, Лепель, Могильов, Кричев I, Смоленськ                           |
| Молодечно                            |                                      | 1873                                 | Полоцьк, Мінськ, Вільнюс, Ліда                                                    |

### Барановицьке відділення Білоруської залізниці
| Основні станції Барановицького відділення | Основні станції Барановицького відділення | Основні станції Барановицького відділення | Основні станції Барановицького відділення                                            |
| Станція                                   | Фото                                      | Рік заснування                            | Напрямок                                                                             |
| ----------------------------------------- | ----------------------------------------- | ----------------------------------------- | ------------------------------------------------------------------------------------ |
| Барановичі-Поліські                       |                                           | 1884                                      | Мінськ, Берестя, Вітебськ, Гродно, Могильов, Осиповичі I, Ліда, Вовковиськ, Лунинець |
| Барановичі-Центральні                     |                                           | 1871                                      | Мінськ, Осиповичі I, Ліда, Вовковиськ, Лунинець, Берестя                             |
| Гродно                                    |                                           | 1868                                      | Білосток, Вільнюс, Ліда, Мости, Поріччя                                              |
| Мости                                     |                                           |                                           | Гродно, Ліда, Вовковиськ                                                             |
| Ліда                                      |                                           | 1884                                      | Гродно, Барановичі-Поліські, Барановичі-Центральні, Вільнюс, Молодечно               |
| Вовковиськ                                |                                           |                                           | Білосток, Варшава, Барановичі-Поліські, Барановичі-Центральні, Мости                 |
| Лунинець                                  |                                           | 1884                                      | Гомель, Барановичі-Поліські, Барановичі-Центральні, Берестя, Сарни                   |

### Берестейське відділення Білоруської залізниці
| Основні станції Берестейського відділення | Основні станції Берестейського відділення | Основні станції Берестейського відділення | Основні станції Берестейського відділення             |
| Станція                                   | Фото                                      | Рік заснування                            | Напрямок                                              |
| ----------------------------------------- | ----------------------------------------- | ----------------------------------------- | ----------------------------------------------------- |
| Берестя-Центральний                       |                                           | 1886                                      | Білосток, Варшава, Барановичі, Лунинець, Ковель, Холм |
| Жабинка                                   |                                           | 1871                                      | Барановичі, Лунинець, Пінськ                          |

### Вітебське відділення Білоруської залізниці
| Основні станції Вітебського відділення | Основні станції Вітебського відділення | Основні станції Вітебського відділення | Основні станції Вітебського відділення               |
| Станція                                | Фото                                   | Рік заснування                         | Напрямок                                             |
| -------------------------------------- | -------------------------------------- | -------------------------------------- | ---------------------------------------------------- |
| Вітебськ                               |                                        | 1866                                   | Єзерище, Невель, Орша-Центральна, Полоцьк, Смоленськ |
| Полоцьк                                |                                        | 1866                                   | Вітебськ, Бігосово, Молодечно, Невель                |

### Гомельське відділення Білоруської залізниці
| Основні станції Гомельського відділення | Основні станції Гомельського відділення | Основні станції Гомельського відділення | Основні станції Гомельського відділення     |
| Станція                                 | Фото                                    | Рік заснування                          | Напрямок                                    |
| --------------------------------------- | --------------------------------------- | --------------------------------------- | ------------------------------------------- |
| Гомель-Пасажирський                     |                                         | 1873                                    | Берестя, Чернігів, Мена, Брянськ            |
| Жлобин-Пасажирський                     |                                         | 1873                                    | Калинковичі, Мінськ, Могильов, Гомель       |
| Калинковичі                             |                                         | 1886                                    | Жлобин, Берестя, Коростень, Житомир, Гомель |

### Могильовське відділення Білоруської залізниці
| Основні станції Могильовського відділення | Основні станції Могильовського відділення | Основні станції Могильовського відділення | Основні станції Могильовського відділення                                                                |
| Станція                                   | Фото                                      | Рік заснування                            | Напрямок                                                                                                 |
| ----------------------------------------- | ----------------------------------------- | ----------------------------------------- | --- |
| Могильов I                                |                                           | 1902                                      | Орша-Центральна, Жлобин, Осиповичі I, Кричев I                                                           |
| Бобруйськ                                 |                                           | 1873                                      | Мінськ, Могильов I, Осиповичі I, Жлобин, Рабкор                                                          |
| Осиповичі I                               |                                           | 1873                                      | Мінськ-Пасажирський, Гомель-Пасажирський, Могильов I, Барановичі-Поліські, Барановичі-Центральні, Слуцьк |
| Слуцьк                                    |                                           |                                           | Барановичі-Поліські, Осиповичі I, Солігорськ                                                             |
| Кричев I                                  |                                           | 1921                                      | Могильов I, Орша-Центральна, Шестерівка, Унеча                                                           |

## Формат пасажирських перевезень
- Міжнародні лінії
- Комерційні лінії
- Міжрегіональні лінії
- Регіональні лінії
- Міські лінії

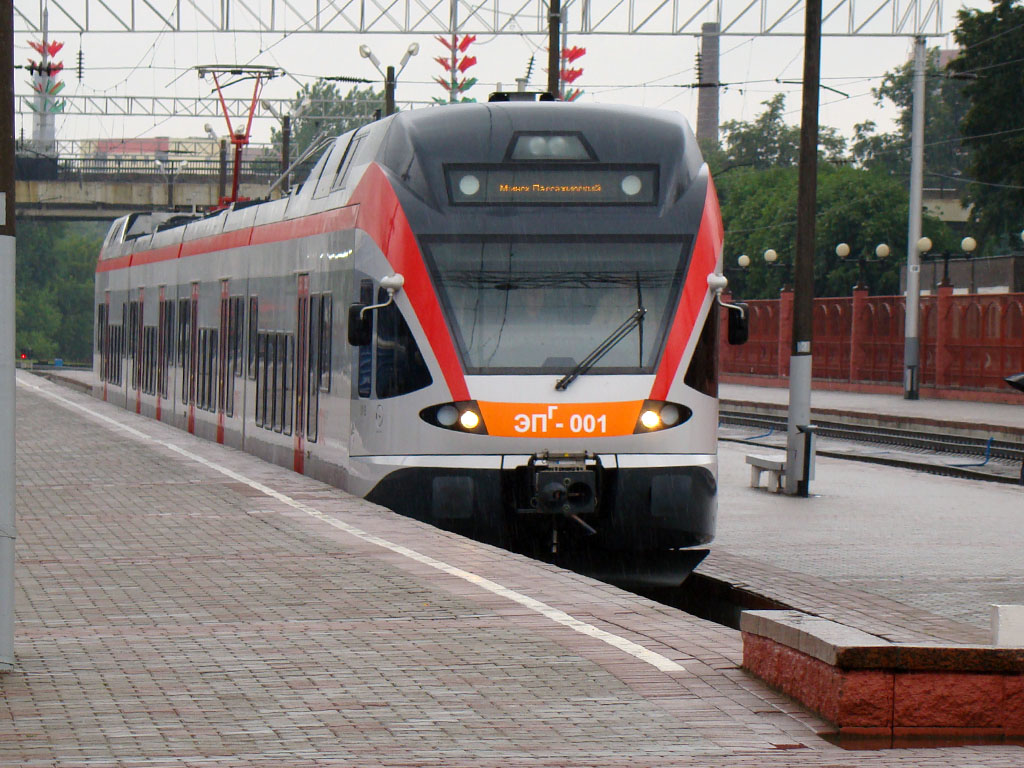
Stadler FLIRT в Мінську

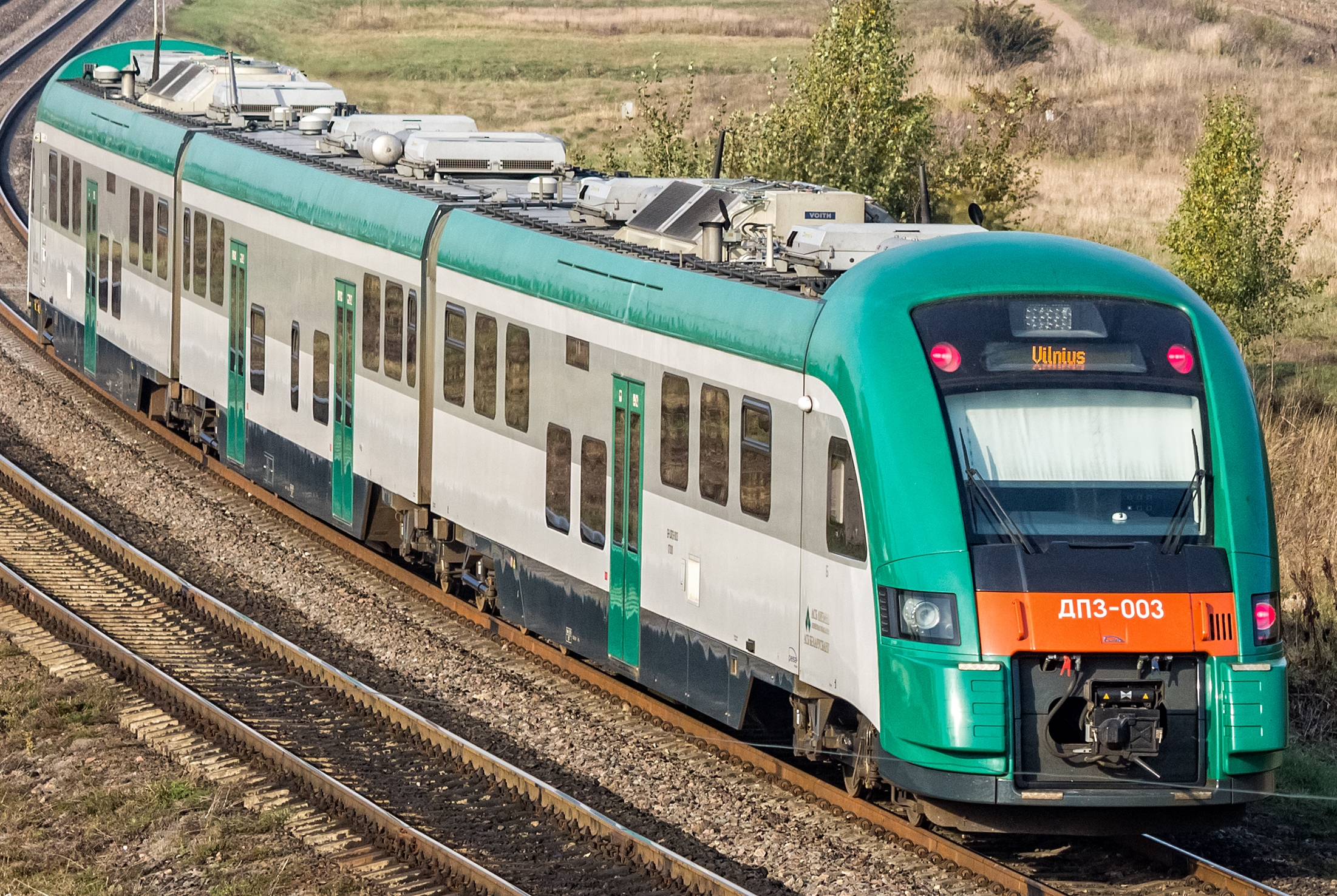
PESA 730М-003 Мінськ —

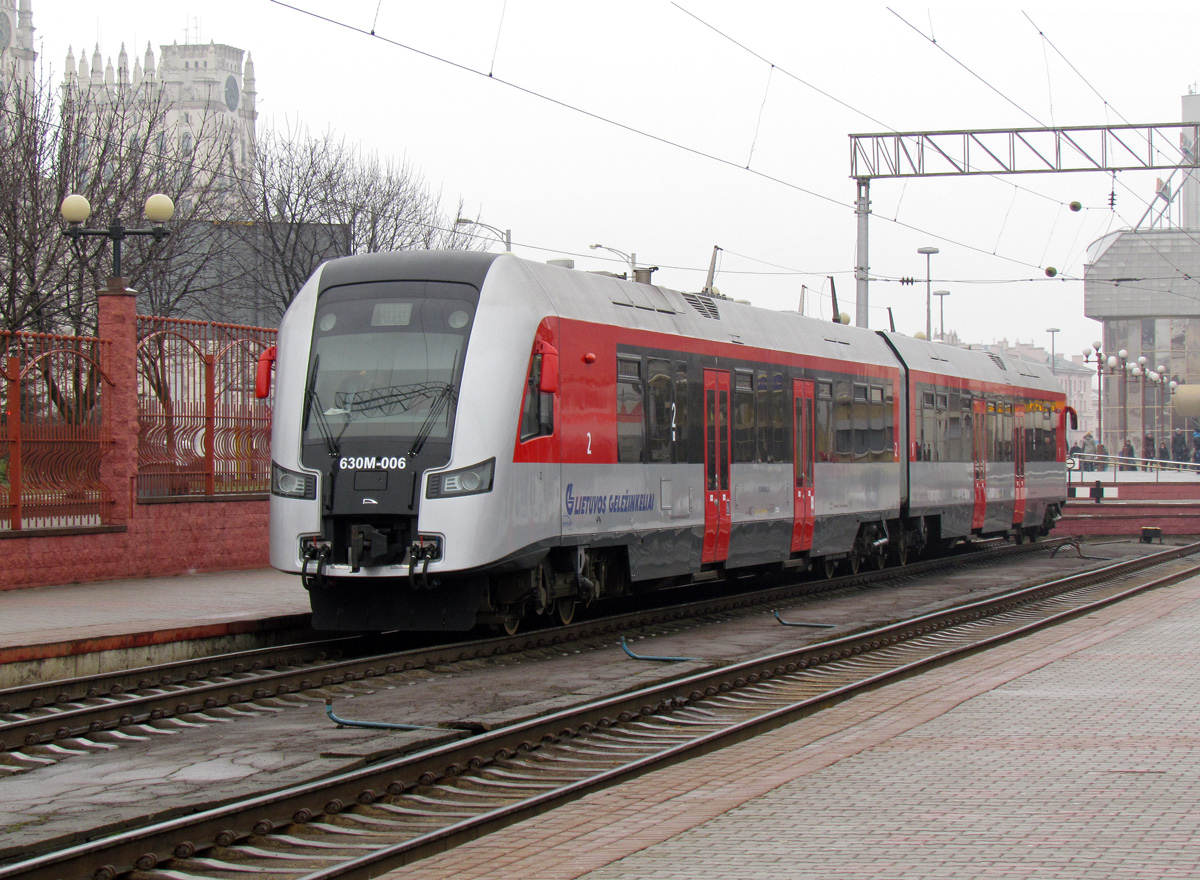
Рейковий автобус 630M-006

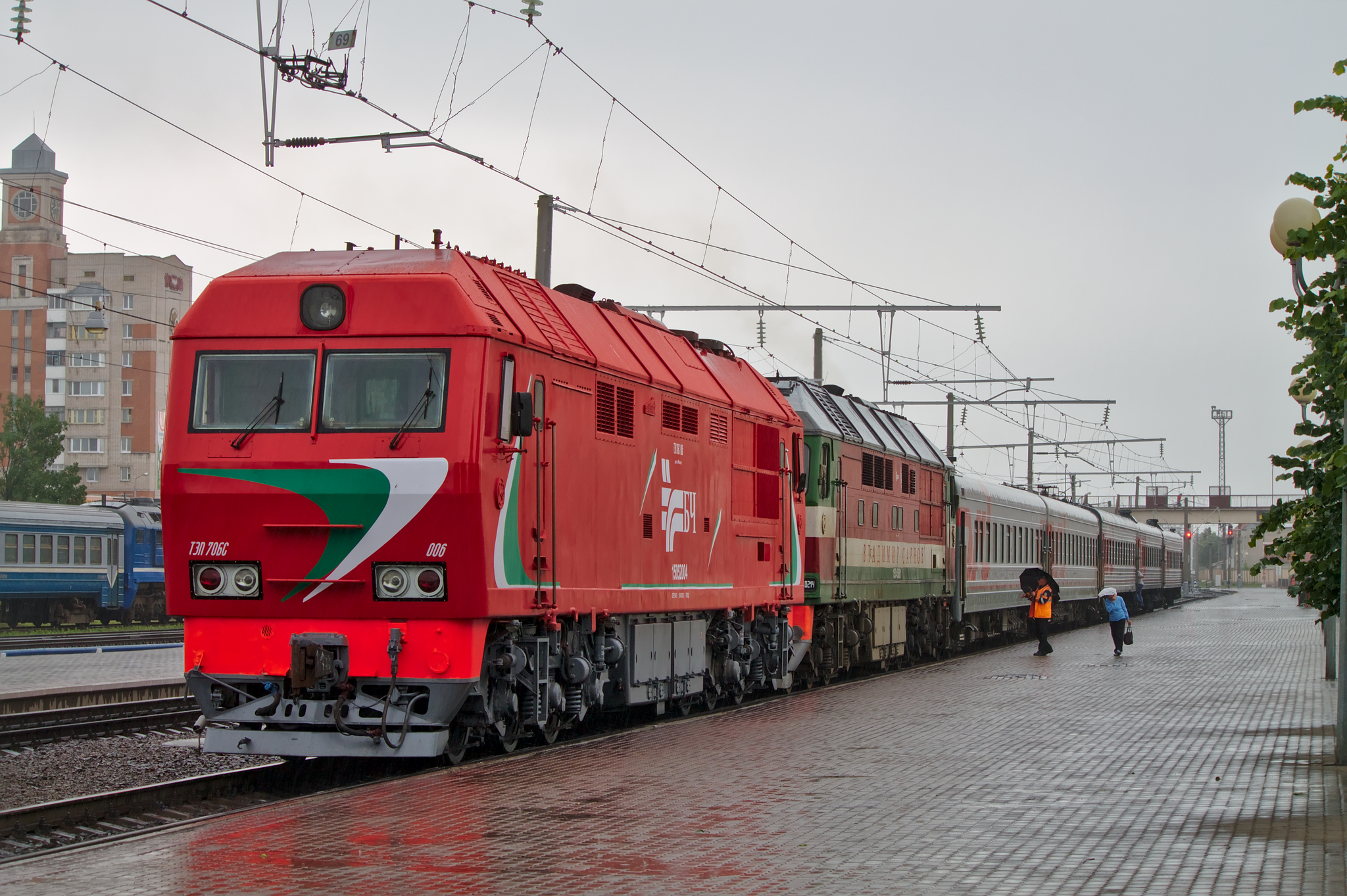
ТЕП70БС-006

З квітня 2021 року Білоруська залізниця ухвалила рішення про озвучення оголошень білоруською мовою. На залізничних вокзалах оголошення здійснюються білоруською та російською мовами, на зупинних пунктах та інших станціях — лише білоруською мовою.
Попереджувальні оголошення (про заборону паління, про правила безпеки тощо) транслюються виключно білоруською мовою. Відтепер така практика застосовується не тільки щодо регіональних поїздів, а й міжрегіональних (раніше інформували переважно російською мовою).

## Хронологія електрифікації БЗ
| Роки | Дільниці                                                                                              |
| ---- | --- |
| 1963 | Мінськ — Олехновичі                                                                                   |
| 1966 | Олехновичі — Молодечно                                                                                |
| 1970 | Мінськ — Пуховичі                                                                                     |
| 1971 | Пуховичі — Талька                                                                                     |
| 1972 | Талька — Осиповичі I                                                                                  |
| 1975 | Мінськ — Стовбці                                                                                      |
| 1977 | Мінськ — Борисов                                                                                      |
| 1979 | Орша — Красне                                                                                         |
| 1980 | Борисов — Орша                                                                                        |
| 1981 | Стовбці — Барановичі                                                                                  |
| 1982 | Барановичі — Берестя                                                                                  |
| 2004 | Помислище — Крижовка                                                                                  |
| 2013 | Осиповичі — Жлобин                                                                                    |
| 2015 | Жлобин — Гомель                                                                                       |
| 2017 | Молодечно — Гудогай — Держкордон з Литвою (з виходом на дільницю Кяна — Вільнюс Литовських залізниць) |

Проєкти електрифікації
Державною програмою розвитку залізничного транспорту Білорусі на 2011—2015 роки передбачено електрифікація дільниць Осиповичі — Жлобин — Гомель, Жлобин — Калинковичі та Молодечно — Гудогай — Держкордон загальною протяжністю 387 км. З усіх проєктів станом на 2017 рік не було електрифіковано лише дільницю Жлобин — Калинковичі.
У 2018 році заплановано електрифікацію ділянки Жлобин — Калинковичі.
Впродовж 2018—2021 років заплановано електрификацію білоруської дільниці від Жлобина до держкордону України (ділянка Бережесть — Коростень — Житомир — Бердичів), що дозволить запустити потяг «Вікінг» на електротязі до Вільнюса.
У середньому щороку проводиться електрифікація 100 км шляху.

## Кібератака на залізницю
25 січня 2022 року на комп'ютерну мережу компанії «Білоруська залізниця» була організована кібератака. Хакерська група «Кіберпартизани» планували уповільнити роботу залізничної мережі, за допомогою якої до Білорусі перекидають російські війська під приводом навчань. На доказ роботи, хакери виклали скріншоти сервера бекапів у процесі їхнього знищення. При цьому вони наголосили, що «автоматику та системи безпеки, щоб уникнути аварійних ситуацій» вони не чіпали.
В ході атаки хакери висунули дві умови: звільнення 50 політв'язнів, які найбільше потребують надання медичної допомоги та зупинка «угруповання військ РФ в Республіці» Білорусь.

## Міжнародні санкції
На тлі вторгнення Росії в Україну Канада 22 листопада 2022 року ввела санкції проти Білоруської залізниці та її глави Володимира Морозова, а наприкінці січня 2023 року Білоруська залізниця потрапила під санкції України. У червні 2023 року ЄС та Швейцарія, а в листопаді того ж року Україна також запровадила санкції проти Володимира Морозова; у лютому 2024 року до них приєдналася Австралія, у вересні — Нова Зеландія.